# Pellaea pectiniformis
Pellaea pectiniformis är en kantbräkenväxtart som beskrevs av Bak. Pellaea pectiniformis ingår i släktet Pellaea och familjen Pteridaceae. Inga underarter finns listade.